# Эннунтарахана
Эннунтарахана (шум. en-nun-taraḫ-an-na) — девятый шумерский царь из первой династии Урука. Правил в течение 8 лет.